# サモア諸島
サモア諸島（サモアしょとう、Samoa Islands）は、南太平洋上に位置する島々。オセアニアのうち、ポリネシアに含まれる。ニュージーランドとハワイ諸島以外ではポリネシアで最大の面積の島であるサバイイ島のほか、ウポル島、トゥトゥイラ島などからなる。
西経171度線を境として、西側の西サモアと呼ばれる部分がサモア独立国、東側の東サモアと呼ばれる部分がアメリカ合衆国の非自治的・未編入領域であるアメリカ領サモアに分かれている。どちらもポリネシア系のサモア人が民族構成の大半を占めており、サモア語と英語を公用語としている。

## 歴史
ポリネシアの中でも古い歴史を有する地域であり、紀元前1000年ごろにはすでにポリネシア人が居住していた可能性が高い。18世紀の西洋人到着後は列強の侵略の対象となり、アメリカ、イギリス、ドイツの対立ののち、1899年の英・米・独による三国間の協定（英語版：en:Tripartite_Convention_(1899)）で西経171度線を境として西側をドイツが、東側をアメリカが領有することとなった。
ドイツ植民地帝国の一部となった西サモアは第一次世界大戦でのドイツ敗戦により、1919年にニュージーランドを受任国とする国際連盟の委任統治領となった。1946年の国際連盟の解散により国際連合の信託統治領に移行。18世紀以降、侵略・支配に対する闘争が繰り返されてきたが、1962年に「西サモア」として独立。植民地支配からの独立を達成した太平洋上で最初の国となった。1997年には国名を現在の「サモア独立国」に変更した。
一方、東サモアは現在に至るまでアメリカが海外領土として領有しており、国際連合非自治地域リストに記載されている。非自治的・未編入領域に区分されているが、実際には1967年の独自憲法発効により自治政府が成立している。また、自治的・未編入領域と同様、アメリカ合衆国下院に議決権のない代表を選出している。

## 地理
サモア諸島は、フィジーから約800km、トンガから約590km、ニュージーランドから約2900km、ハワイから約4000kmの距離に位置する。大きな島は火山島であり、小さな島は環礁である。
サモア諸島には有人島が13あり、それらは南緯13度～14度、西経169度～173度内外に点在する。
サモア独立国は面積2831km2で人口18万5千人、最大の都市はアピア（人口38,800）。アメリカ領サモアは面積199km2で人口6万5千人、最大の都市はパゴパゴ（人口15,500）。最高峰はサバイイ島中央部にある標高1858mのシリシリ山（英語版：Silisili）。アメリカ領サモアの最高峰はタウ島のラタ山（標高963m）。

## 言語
公用語は、サモア語と英語である。
家庭ではサモア語が主体であるが、公文書は併記される場合もある。